# Phố Đông
Phố Đông (pinyin: Pǔdōng), tên chính thức là Phố Đông Tân Khu (浦东新区, pinyin: Pǔdōng Xīn Qū) hay gọi theo tiếng Việt là "Quận mới Phố Đông", là một quận của thành phố Thượng Hải, Trung Quốc. Kể từ khi bắt đầu được phát triển năm 1990 - thời điểm công bố quy hoạch lần đầu tiên - Phố Đông đã nổi lên như là trung tâm tài chính và thương mại của Trung Quốc. Phố Đông nổi bật với Tháp Minh Châu Phương Đông, Tháp Kim Mậu - biểu tượng của Thượng Hải và của sự phát triển kinh tế Trung Quốc, ngoài ra là các tòa nhà Tháp Thượng Hải (cao 632 mét, cao thứ hai thế giới), Trung tâm Tài chính Thế giới Thượng Hải, Trụ sở Ngân hàng Thượng Hải,...
Thượng Hải cuối cùng đã được phép khởi xướng cải cách kinh tế vào năm 1991, bắt đầu sự phát triển lớn vẫn được thấy ngày nay và sự ra đời của nhai đạo Lục Gia Chủy (Lujiazui) ở Phố Đông, một bán đảo được hình thành bởi một đoạn  uốn cong ở sông Hoàng Phố. Nơi đây cũng được biết đến với những tòa nhà chọc trời và cuộc sống về đêm tại các khách sạn xa hoa, cùng các nhà hàng tinh tế của châu Âu, quán bar phong cách và những câu lạc bộ nhảy sang trọng có thể nhìn ra toàn cảnh thành phố rộng lớn. Lục Gia Chủy là một khu phát triển cấp quốc gia do chính phủ chỉ định. Năm 2005, Quốc vụ viện tái khẳng định vị trí của khu vực Lujiazui rộng 31,78 km² (12,27 dặm vuông) là khu tài chính và thương mại duy nhất trong số 185 khu phát triển cấp nhà nước ở Trung Quốc đại lục.

## Địa điểm
"Phố Đông" có nghĩa là "phía đông Hoàng Phố". Phố Đông được sông Hoàng Phố bao bọc phía tây và Biển Đông Trung Hoa ở phía đông. Diện tích: 1.210,4 km² với dân số 5.599.600 người. Phố Đông đối diện với Phố Tây - phần phố cũ của Thượng Hải nằm ở bờ tây sông Hoàng Phố. Phố Đông là một quận lớn (diện tích Thượng Hải là 6.340,5 km²) và có thể được chia thành nhiều quận nhỏ hơn trong tương lai.

## Một vài hình ảnh khác

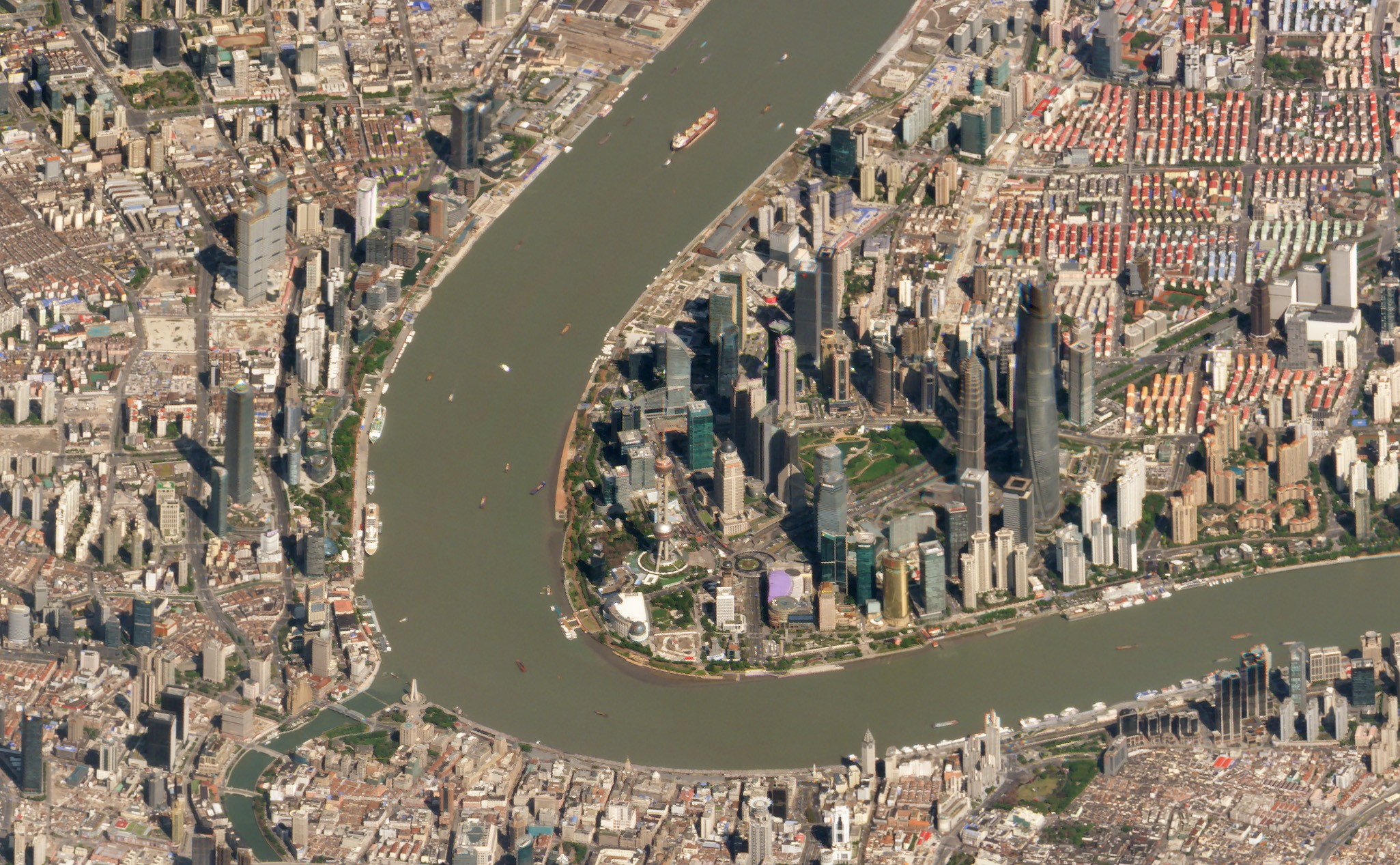
Ảnh vệ tinh của sông Hoàng Phố và Phố Đông
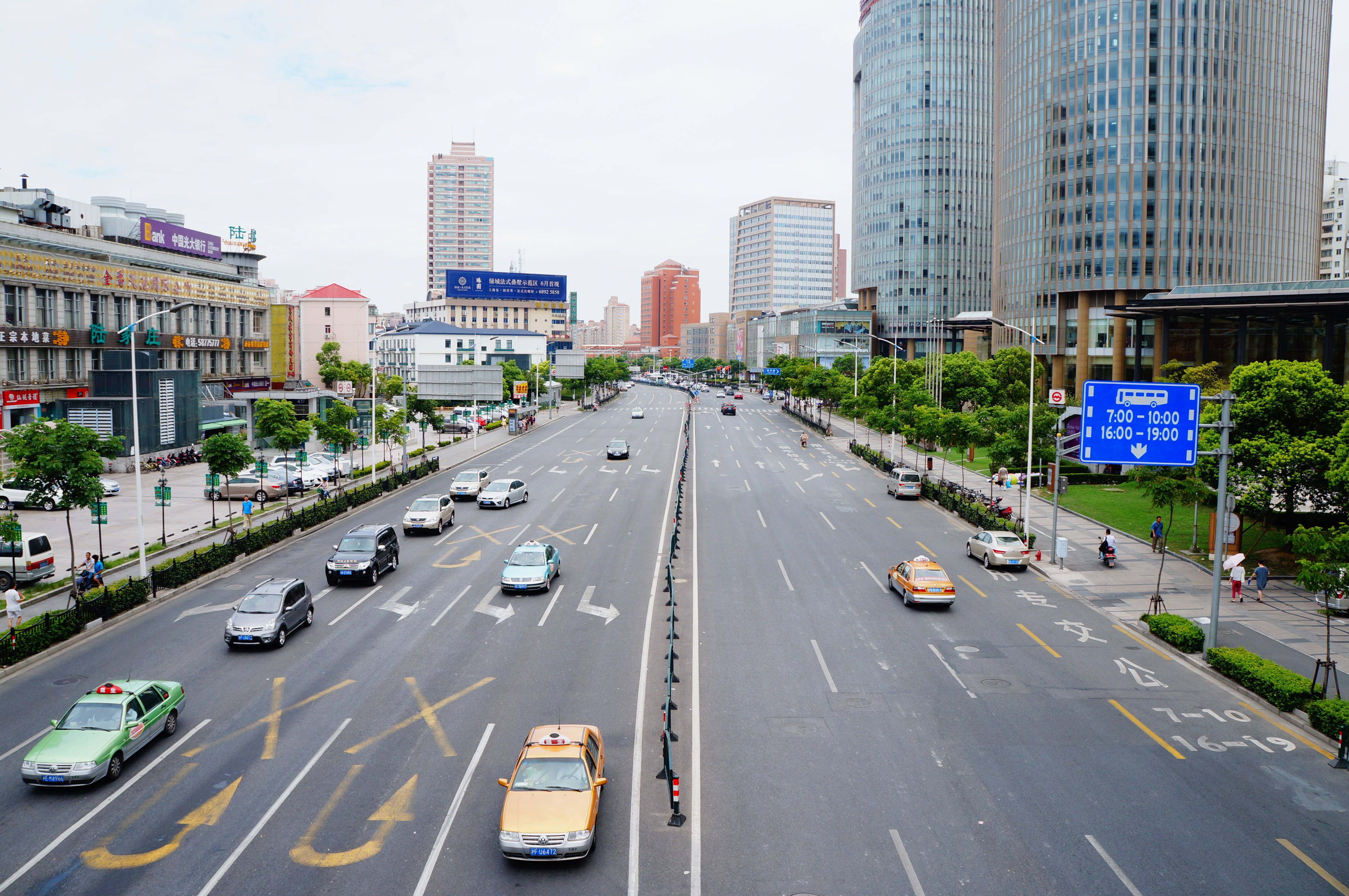
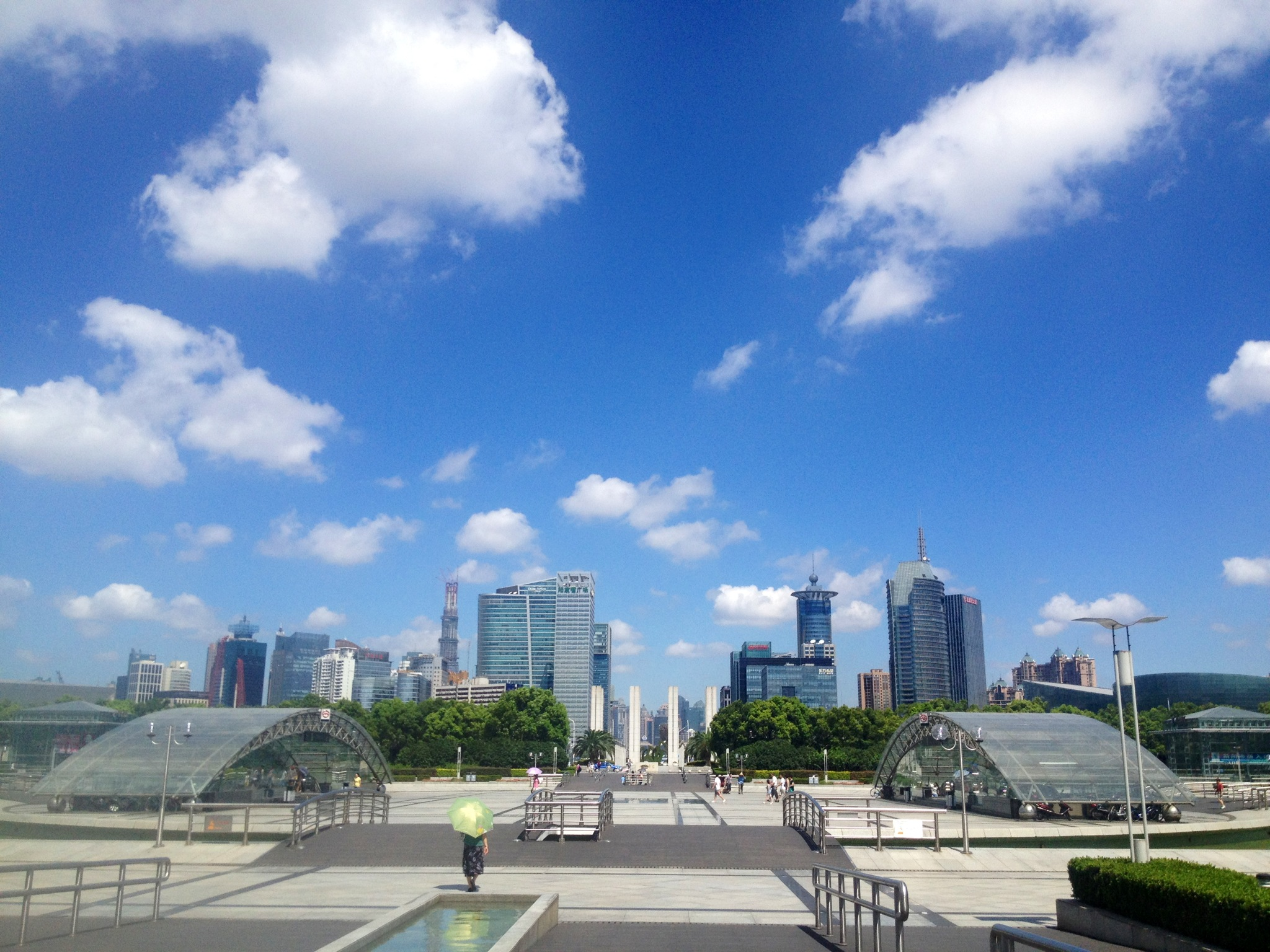
Quảng trường thế kỷ Thượng Hải
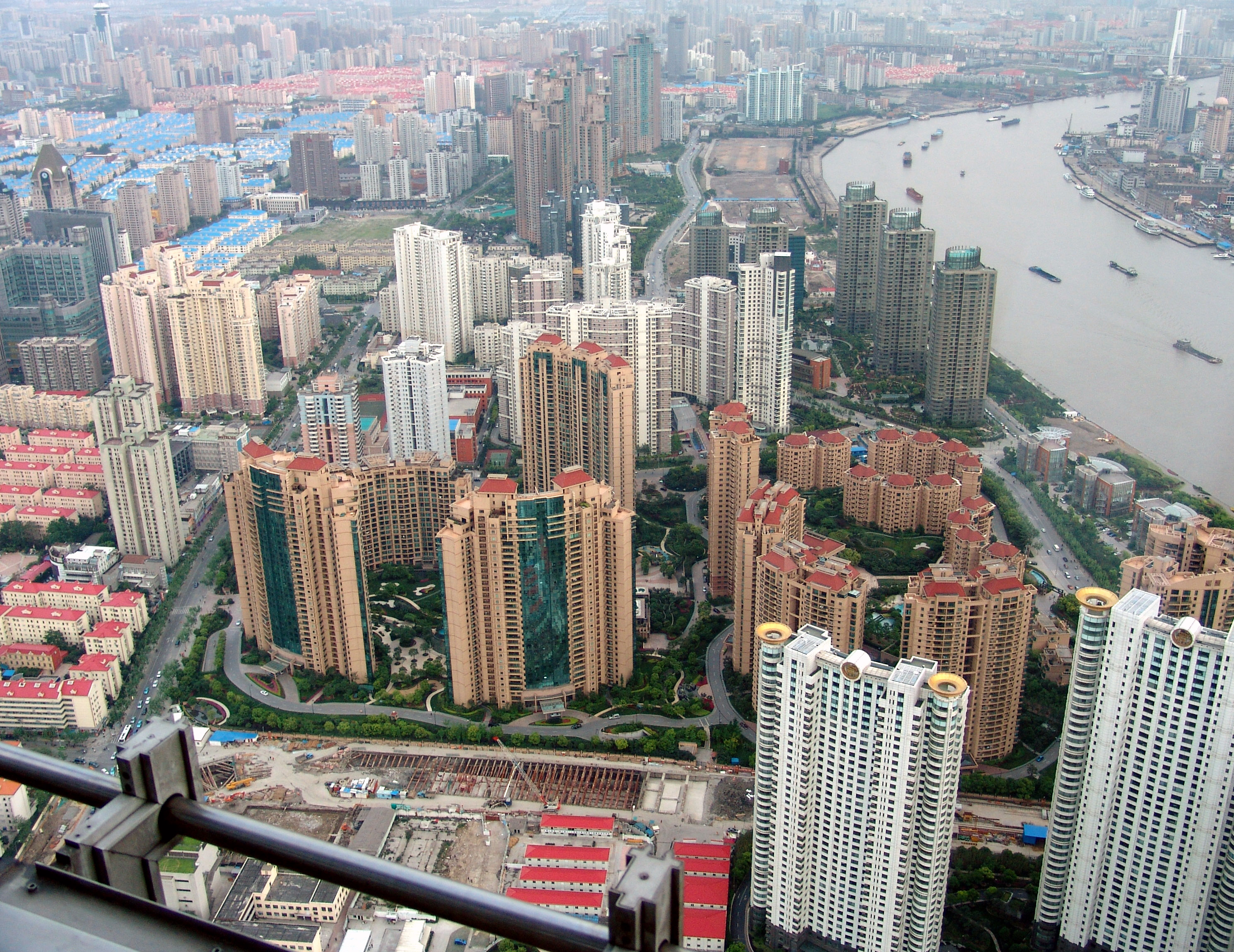
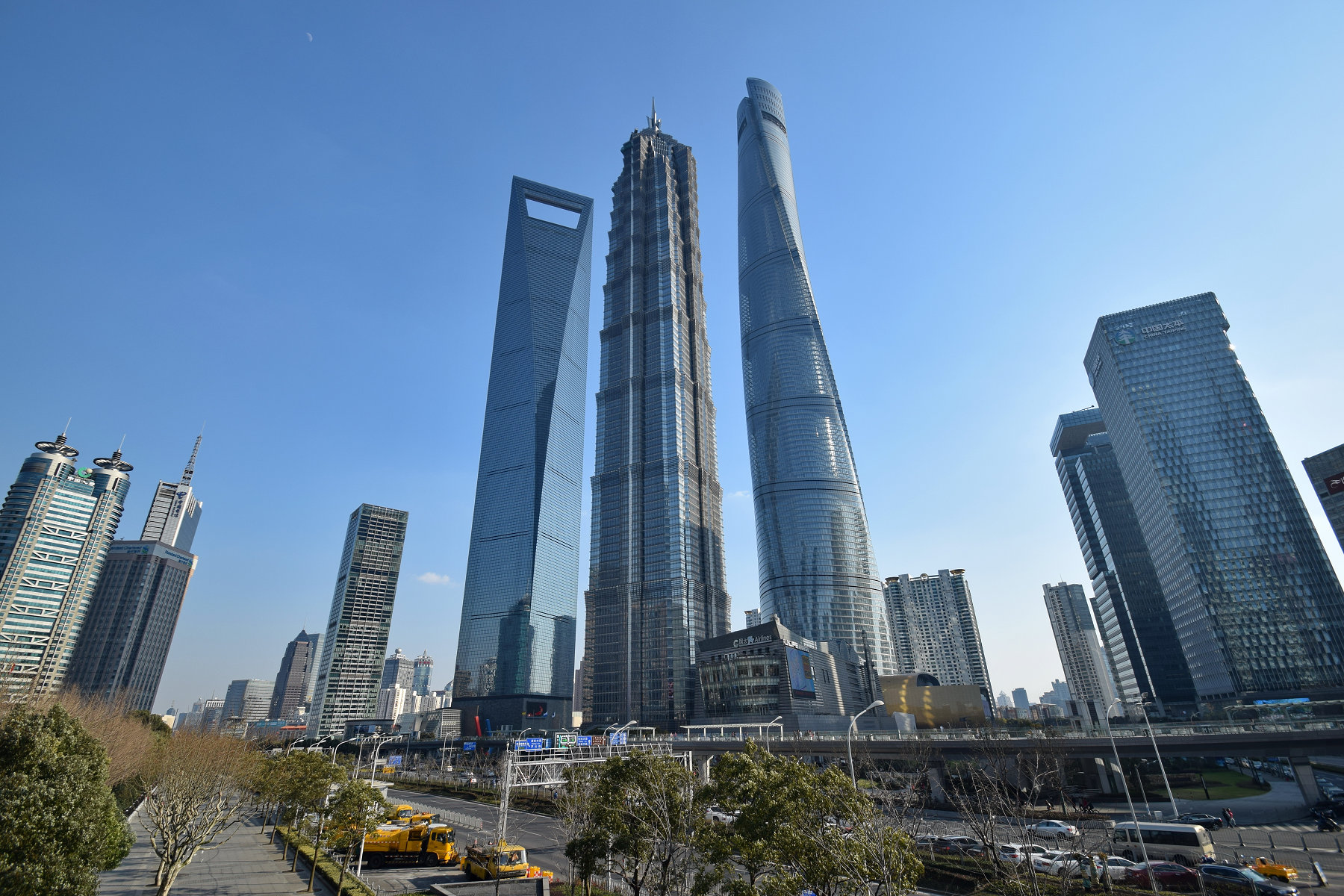
3 tòa tháp ở giữa là Trung tâm Tài chính Thế giới Thượng Hải, Tháp Kim Mậu,  và Tháp Thượng Hải
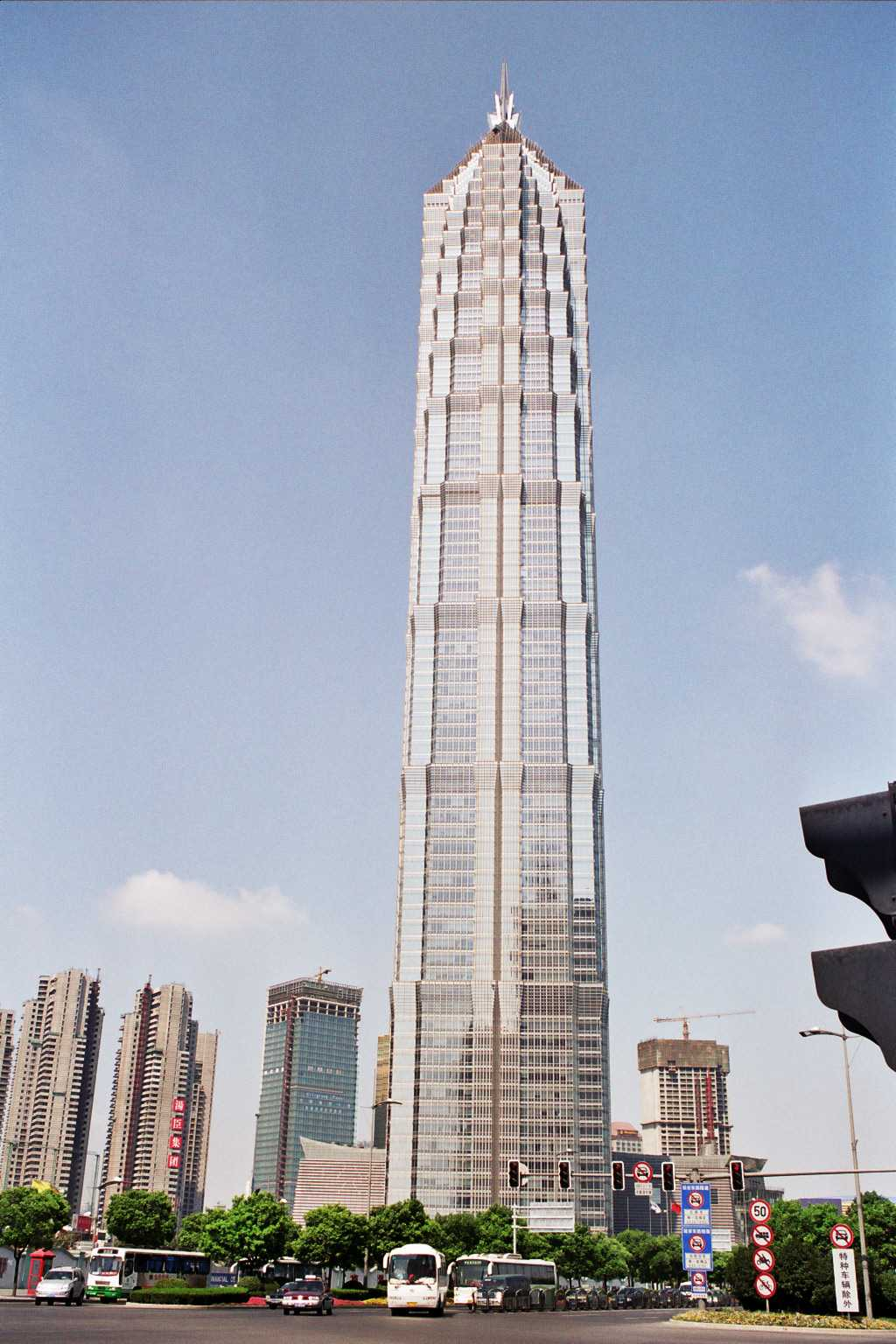
Tòa nhà Kim Mậu
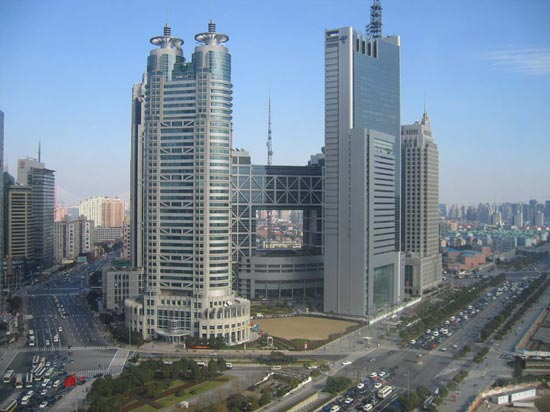
Sở Giao dịch Chứng khoán Thượng Hải
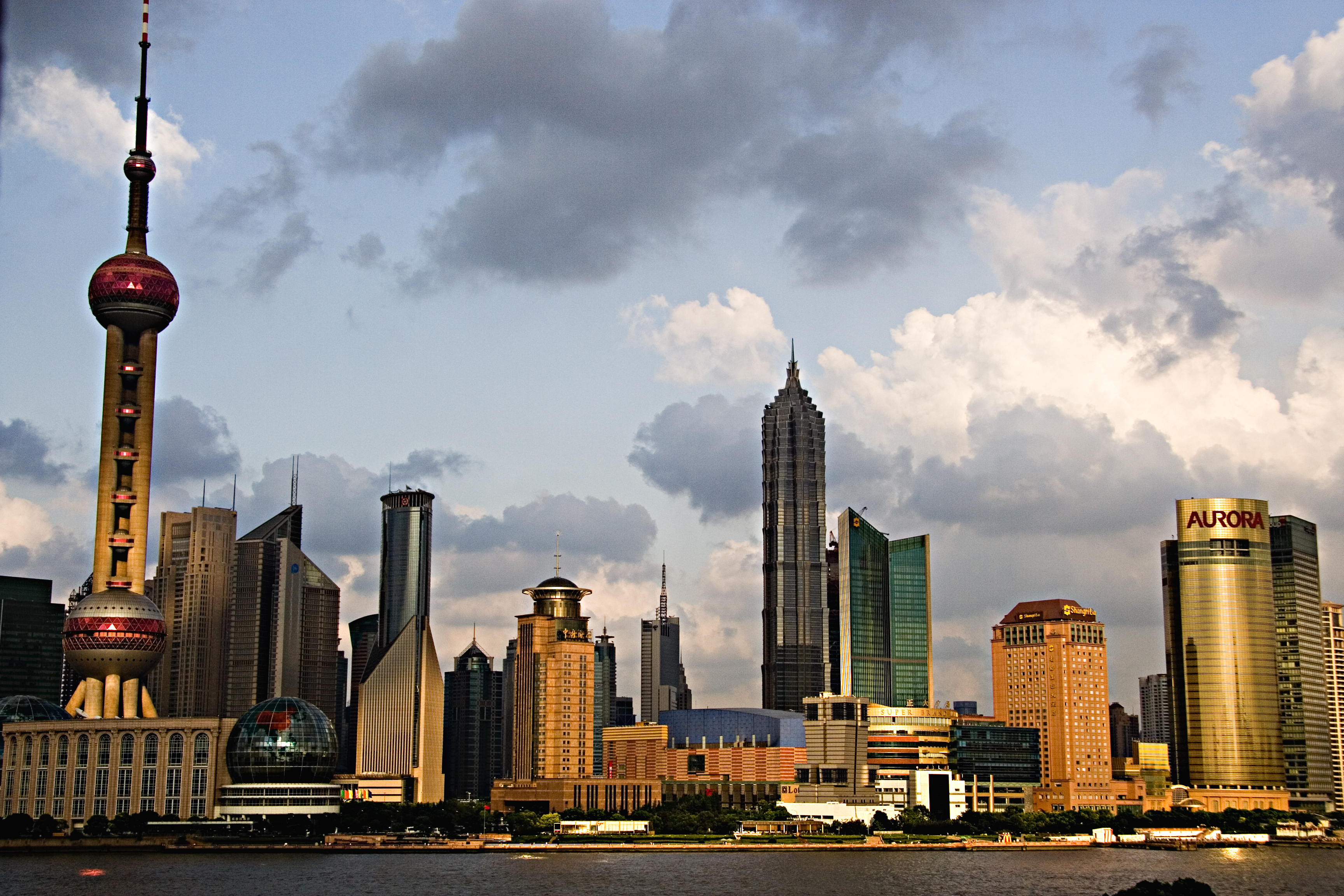
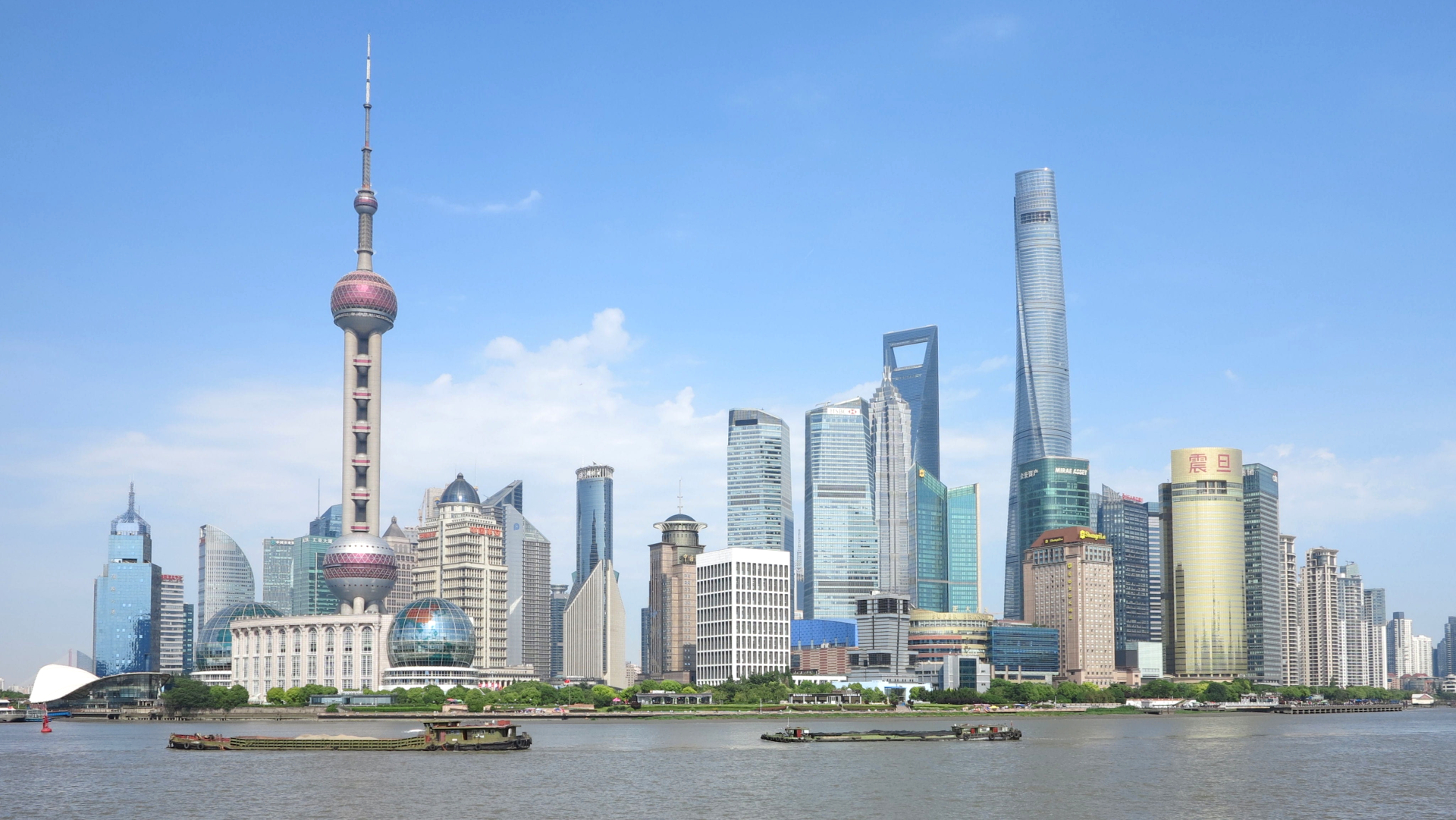
Đường chân trời Phố Đông vào ban ngày
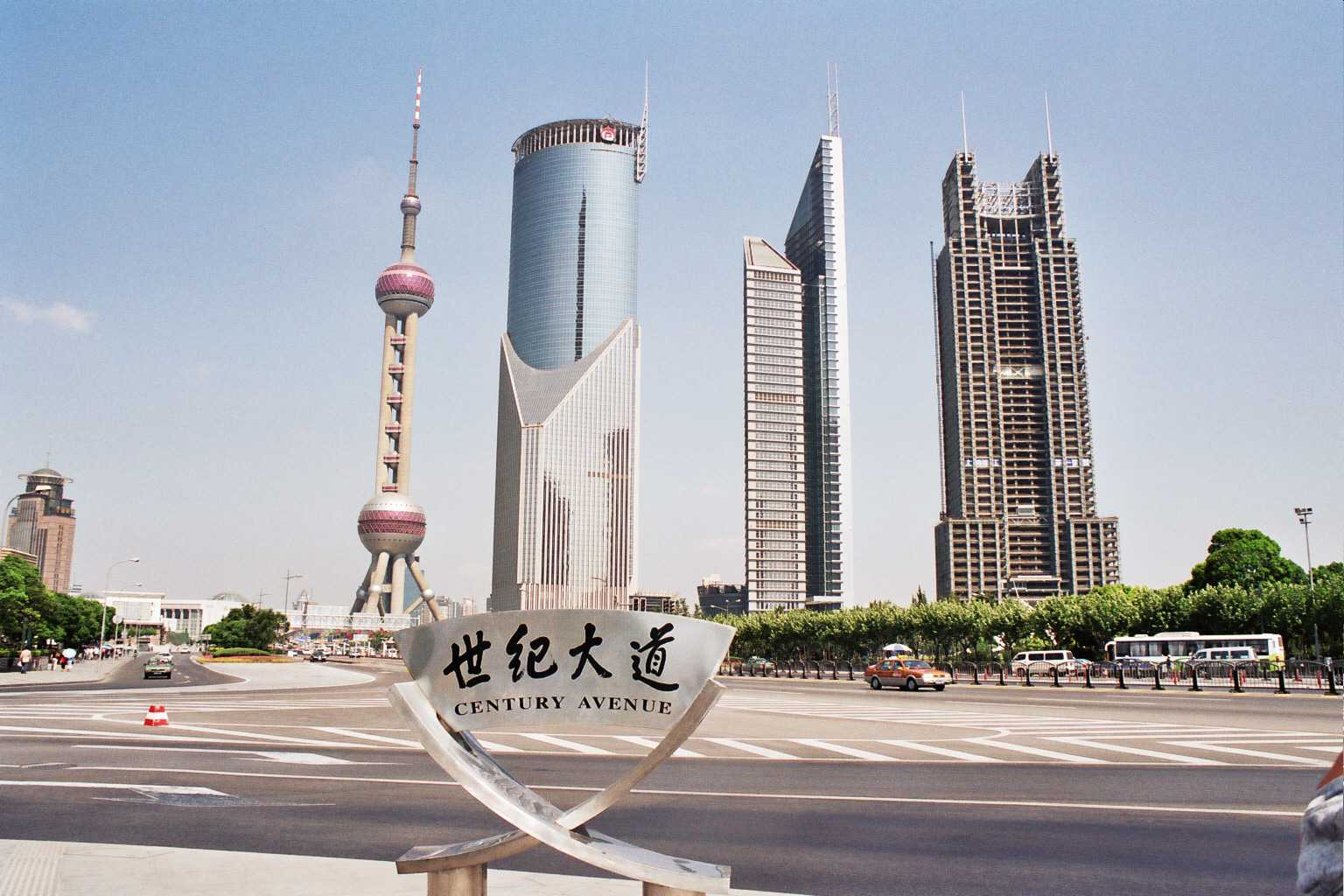
Các tòa nhà chọc trời nhìn từ đại lộ Thế Kỷ
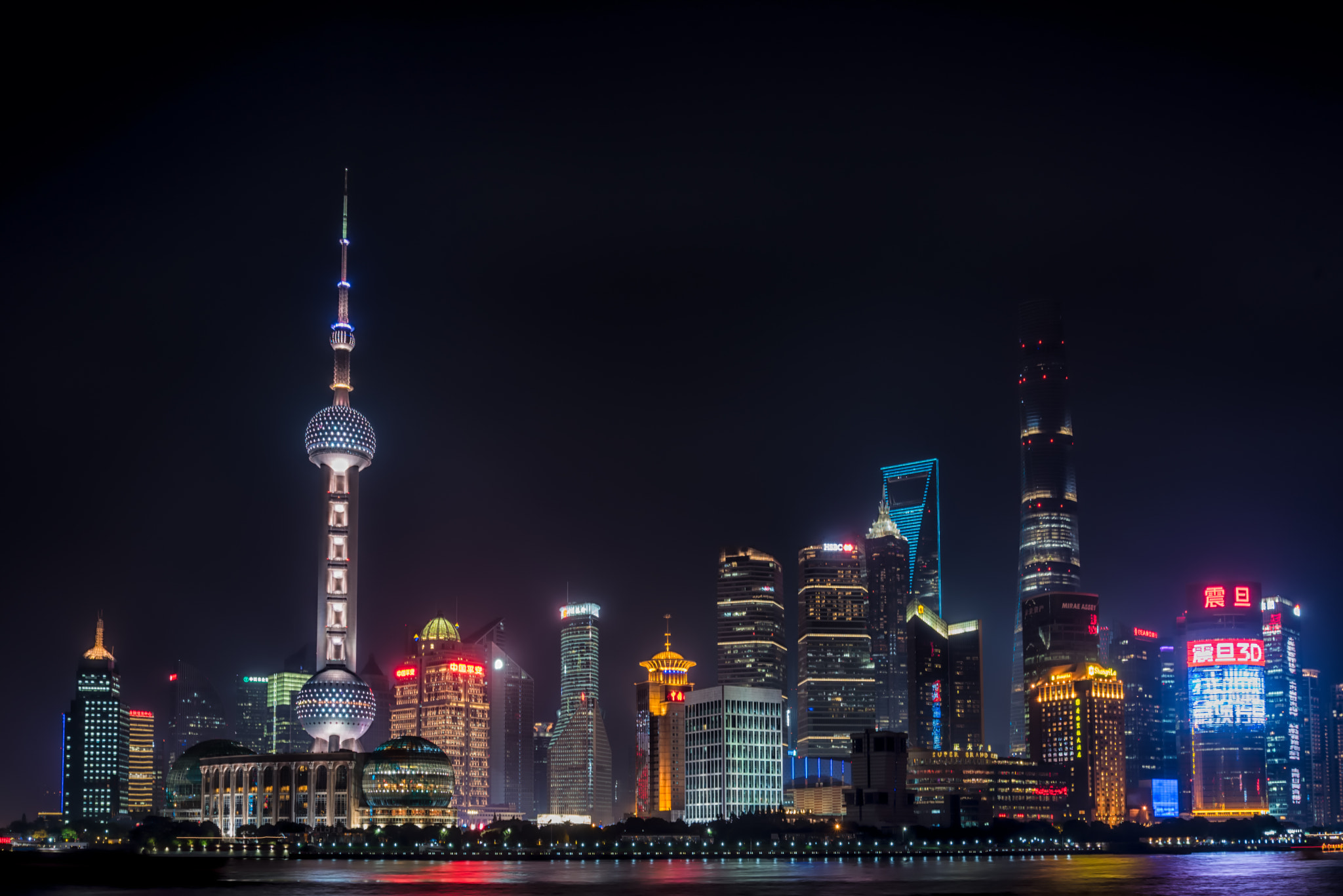
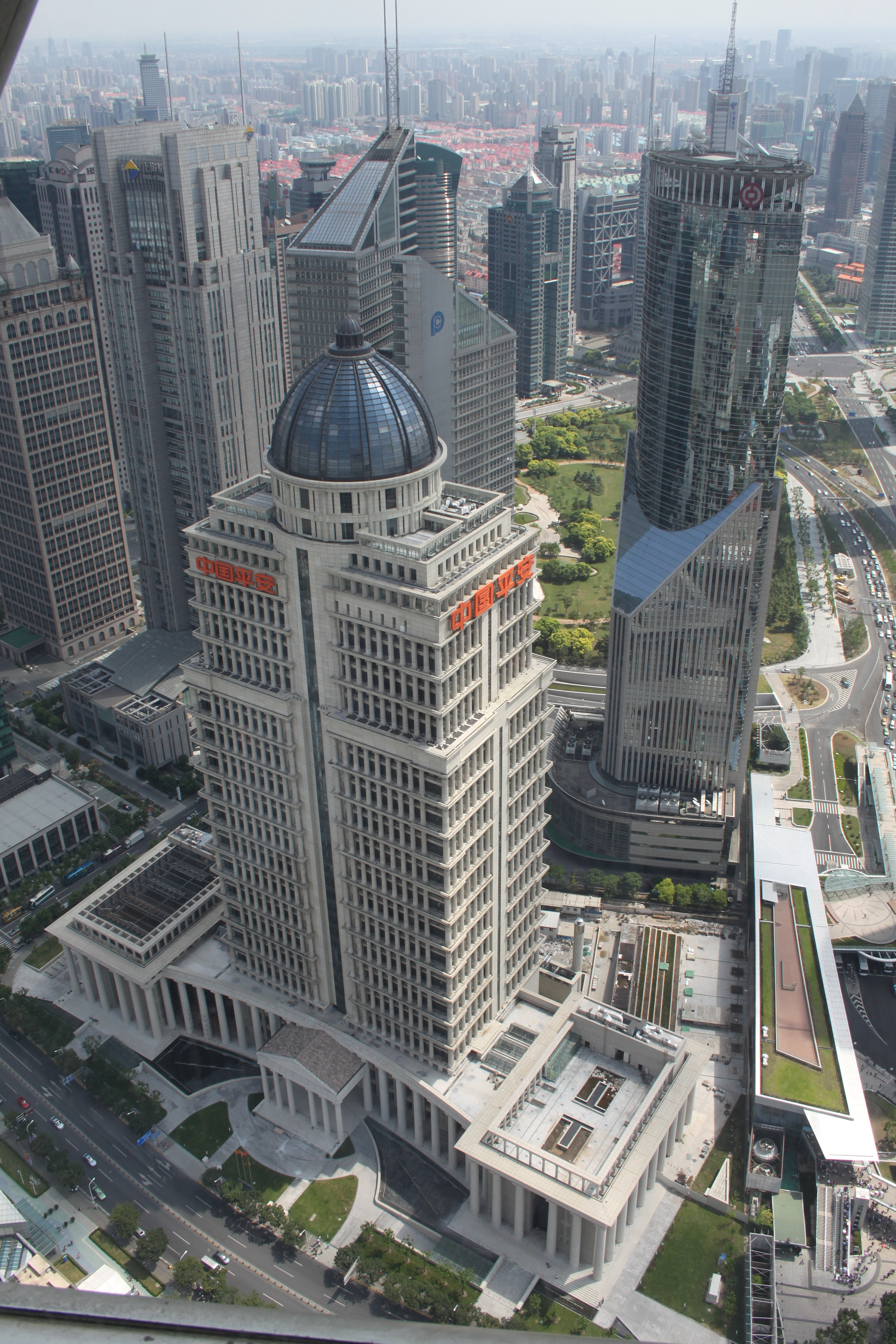
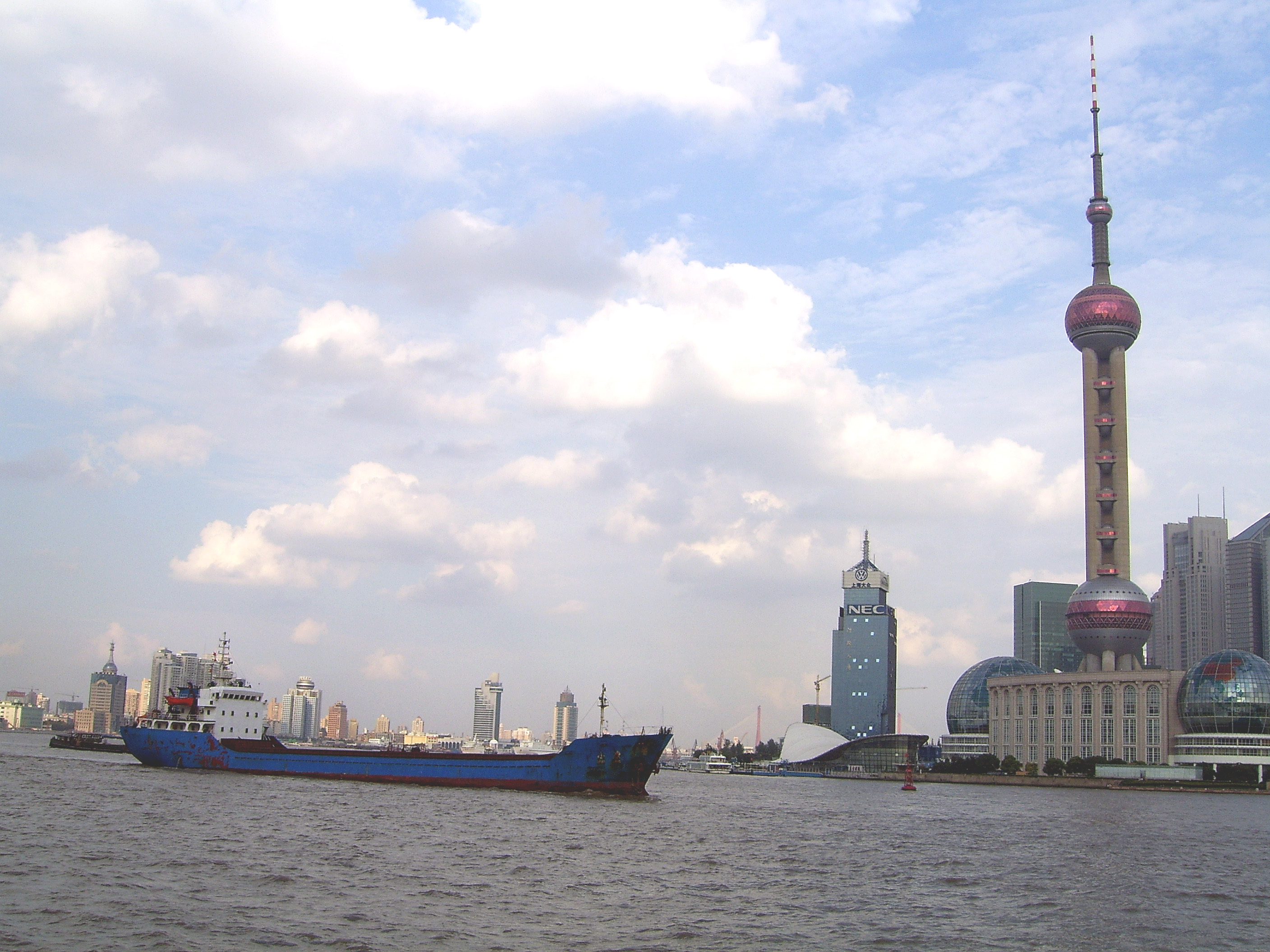
Phố Đông nhìn từ sông Hoàng Phố
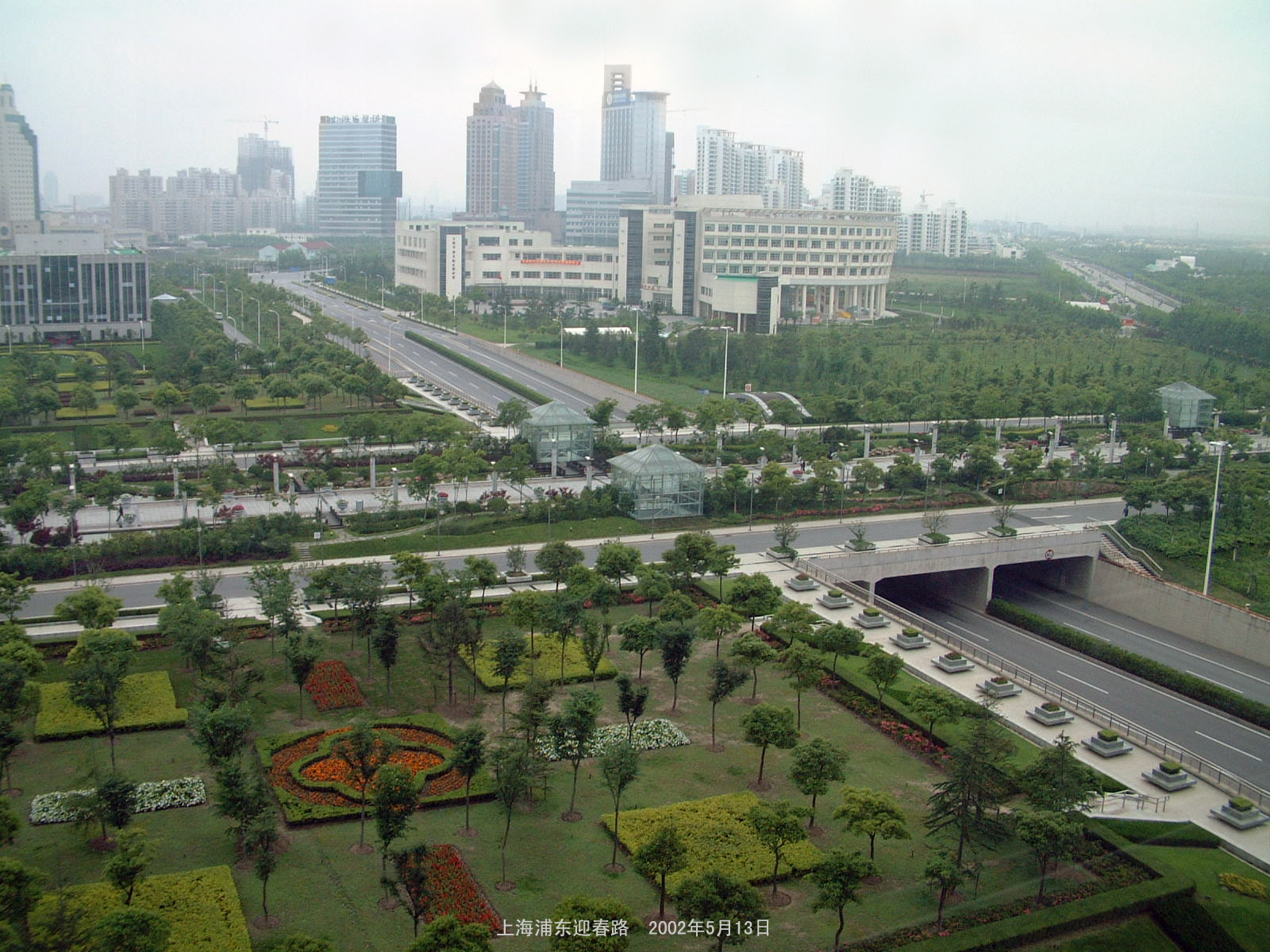
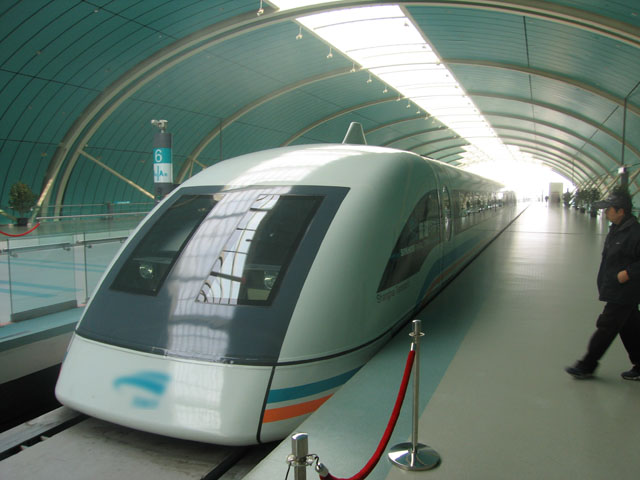
Transrapid